# Włodawa (gmina)
Pour les articles homonymes, voir Włodawa (homonymie).
Włodawa est une gmina rurale (gmina wiejska) du powiat de Włodawa, dans la Voïvodie de Lublin, dans l'est de la Pologne, à la frontière avec la Biélorussie et l'Ukraine.
Son siège administratif (chef-lieu) est la ville de Włodawa, bien qu'elle ne fasse pas partie du territoire de la gmina.
La gmina couvre une superficie de 243,75 km2 pour une population de 5 936 habitants en 2006.

## Histoire
De 1975 à 1998, la gmina est attachée administrativement à l'ancienne voïvodie de Biała Podlaska.

Depuis 1999, elle fait partie de la nouvelle voïvodie de Lublin.

## Géographie
La gmina inclut les villages (sołectwa) de :

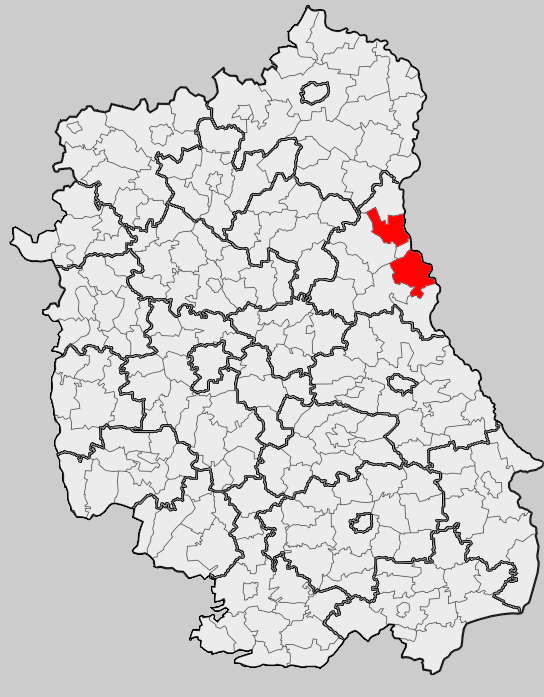
Position de la gmina dans la voïvodie

- Korolówka
- Korolówka-Kolonia
- Korolówka-Osada
- Krasówka
- Luta
- Okuninka
- Orchówek
- Połód
- Różanka
- Sobibór
- Stawki
- Suszno, Szuminka
- Wołczyny
- Żłobek Duży
- Żłobek Mały
- Żuków

### Gminy voisines
La gmina de Włodawa est voisine de :

la ville de :
- Włodawa

et des gminy de :
- Hanna
- Hańsk
- Wola Uhruska
- Wyryki

Elle est également frontalière de la Biélorussie et de l'Ukraine.

## Structure du terrain
D'après les données de 2002, la superficie de la commune de Włodawa est de 243,75 kilomètres carrés, répartis comme telle :
- terres agricoles : 37 %
- forêts : 47 %

La commune représente 19,4 % de la superficie du powiat.

## Démographie
Données du 30 juin 2004 :
| Description        | Total  | Total | Femmes | Femmes | Hommes | Hommes |
| ------------------ | ------ | ----- | ------ | ------ | ------ | ------ |
| Unité              | Nombre | %     | Nombre | %      | Nombre | %      |
| Population         | 5 984  | 100   | 3 013  | 50,4   | 2 971  | 49,6   |
| Densité (hab./km2) | 24,5   | 24,5  | 12,4   | 12,4   | 12,2   | 12,2   |